# Почесні громадяни Бара
Нижче наведений список почесних громадян міста Бара Вінницької області.

## Почесні громадяни
| Почесні громадяни міста Бар Вінницької області | Почесні громадяни міста Бар Вінницької області | Почесні громадяни міста Бар Вінницької області | Почесні громадяни міста Бар Вінницької області                                              | Почесні громадяни міста Бар Вінницької області                                              |
| ---------------------------------------------- | ---------------------------------------------- | ---------------------------------------------- | ------------------------------------------------------------------------------------------- | ------------------------------------------------------------------------------------------- |
| №:                                             | П. І. Б.                                       | Дата народження                                | Діяльність                                                                                  | Дата присвоєння                                                                             |
| 1.                                             | Мелетій Батіг                                  | 13.05.1941                                     | священник-василіянин, парох Барської греко-католицької парафії Різдва Пресвятої Богородиці. | Присвоєно звання рішенням 12 сесії Барської міської ради 8-го скликання від 22.08.2017 р.   |
| 1.                                             | Голодюк Леонід Ананієвич                       | 4.01.1940                                      | Тренер баскетбольної команди .                                                              | Присвоєно звання рішенням 19 сесії Барської міської ради 5-го скликання від 20.11.2007 р.   |
| 2.                                             | Йолтуховський Микола Павлович                  | 17.12.1941- 24.01.2020                         | Краєзнавець, публіцист, вчитель-методист                                                    | Присвоєно звання рішенням 19 сесії Барської міської ради 5-го скликання від 20.11.2007 р.   |
| 3.                                             | Мельник Павло Гаврилович                       | 26.10.1924- 23.10.2012                         | Учасник визволення району, колишній головний лікар Барського району                         | Присвоєно звання рішенням виконкому від 16.12. 1997 року                                    |
| 4.                                             | Меснянкін Євген Йосипович                      | 08.06.1940                                     | Краєзнавець, фотохудожник, журналіст                                                        | Присвоєно звання рішенням 19 сесії Барської міської ради 5-го скликання від 20.11.2007 р.   |
| 5.                                             | Нетупський Борис Михайлович                    | 11.11.1947-2019                                | Заслужений вчитель України, кавалер Ордена Дружби народів                                   | Присвоєно звання рішенням 19 сесії Барської міської ради 5-го скликання від 20.11.2007 р.   |
| 6.                                             | Тимошенко Павло Федорович                      | 27.01.1939                                     | Журналіст, художник                                                                         | Присвоєно звання рішенням 19 сесії Барської міської ради 5-го скликання від 20.11.2007 р. . |

## Джерело
- Архів Барської міськради